# Carqueirana
Carqueirana o Carcairana (occità) o Carqueiranne (francès) és un comú francès al departament del Var (regió de Provença-Alps-Costa Blava). L'any 1999 tenia 8.436 habitants.

## Demografia
| 1962                                       | 1968  | 1975  | 1982  | 1990  | 1999  | 2006  |
| ------------------------------------------ | ----- | ----- | ----- | ----- | ----- | ----- |
| 3.826                                      | 4.449 | 5.131 | 6.199 | 7.118 | 8.436 | 9.482 |
| Des de 1962: població sense dobles comptes |       |       |       |       |       |       |

## Administració
| Període   | Identitat        | Partit |
| --------- | ---------------- | ------ |
| 1971-1983 | Armand Conan     | PCF    |
| 1984-1997 | Bernard Houillot | UMP    |
| 2001-     | Marc Giraud      | UMP    |